# ایان هالارد
ایان کریستوفر هالارد (انگلیسی: Ian Christopher Hallard؛ زادهٔ ۹ نوامبر ۱۹۷۴) هنرپیشهٔ انگلیسی است.

## زندگی شخصی
هالارد در بیرمنگام، انگلستان به دنیا آمد. وی تحصیلاتش را در مدرسه سولیهال دنبال کرد و مدرک کارشناسی‌اش را در دانشگاه شفیلد گرفت، وی در آکادمی هنرهای تئاتر مانتویو در دوره بازیگری تحصیلات تکمیلی آموزش دید، موفق به دریافت بورس تحصیلی آواز شد، در سال ۱۹۹۸ فارغ التحصیل شد.

هالارد همجنسگرا است.او با مارک گیتیس که بازیگر است،ازدواج کرد. وی با همسرش مارک گیتیس در ایزلینگتون در لندن زندگی می‌کند.